# Sankt Petersburg Lions
Sankt Petersburg Lions war eine professionelle Basketballmannschaft aus Sankt Petersburg in Russland.
In Folge der Trennung der in der ULEB organisierten Ligen und führenden Vereine von den Wettbewerben der FIBA Europa wurde die Mannschaft im Jahr 2000 von einem italienischen Geschäftsmann gegründet. Da aber der russische Verband mit seinen Vereinen sich der Trennung nicht anschloss, konnte die Mannschaft in den höchsten nationalen Spielklassen nicht antreten und spielte nur im europäischen Vereinswettbewerb EuroLeague 2000/01, in dem man nach nur zwei Siegen in zehn Vorrundenspielen nicht die Runde der 16 besten Mannschaften erreichte. Anschließend stellte die FIBA Europa ihren Konkurrenzwettbewerb Suproleague ein und mit der Teilnahme der anderen führenden russischen Mannschaften, die die Lions aus der Euroleague verdrängten, wurde die Mannschaft nach nur einem Jahr aufgelöst.

## Kader
| Spieler | Spieler                         | Spieler             | Spieler    | Spieler | Spieler | Spieler             |
| Nr.     | Nat.                            | Name                | Geburt     | Größe   | Info    | Letzter Verein      |
| ------- | ------------------------------- | ------------------- | ---------- | ------- | ------- | ------------------- |
|         |                                 | Guards (PG, SG)     |            |         |         |                     |
| 4       | Jugoslawien Bundesrepublik 1992 | Milijan Vesković    | 22.01.1979 | 196     |         |                     |
| 9       | /                               | Stjepan Stazic      | 28.09.1978 | 199     | A-Nat   | CSP Limoges         |
| 14      | Russland                        | Sergei Basarewitsch | 16.03.1965 | 191     | A-Nat   | PAOK Thessaloniki   |
| 16      | Vereinigte Staaten              | Steven Edwards      | 01.05.1973 | 198     |         |                     |
| 17      | Vereinigte Staaten              | Keith Jennings      | 02.11.1968 | 170     |         | Fenerbahçe Istanbul |
|         |                                 | Forwards (SF, PF)   |            |         |         |                     |
| 5       | /                               | Marko Verginella    | 06.06.1978 | 203     |         | Fribourg Olympic    |
| 7       | Russland                        | Jewgeni Kissurin    | 28.01.1969 | 206     | A-Nat   | Anwil Włocławek     |
| 8       | Kroatien                        | Bojan Brkić         | 16.09.1976 | 200     |         |                     |
| 10      | Russland                        | Andrei Maltsev      | 07.02.1966 | 207     |         |                     |
| 11      | /                               | Derrick Hamilton    | 20.05.1966 | 200     |         | Hapoel Jerusalem    |
| 33      | Russland                        | Bogdan Karebin      | 08.09.1978 | 200     |         |                     |
|         |                                 | Center (C)          |            |         |         |                     |
| 6       | Slowenien                       | Marijan Kraljević   | 30.04.1970 | 212     | A-Nat   | Türk Telekomspor    |
| 13      | Bosnien und Herzegowina         | Dževad Alihodžić    | 13.02.1969 | 208     | A-Nat   | KK Cibona Zagreb    |

| Trainer                         | Trainer          | Trainer     |
| Nat.                            | Name             | Position    |
| ------------------------------- | ---------------- | ----------- |
| Jugoslawien Bundesrepublik 1992 | Miodrag Vesković | Cheftrainer |

| Legende      | Legende         |
| Abk.         | Bedeutung       |
| ------------ | --------------- |
| A-Nat        | Nationalspieler |
| Quellen      |                 |
| Ligahomepage |                 |
| Stand: 2001  |                 |

| Legende      | Legende         |
| Abk.         | Bedeutung       |
| ------------ | --------------- |
| A-Nat        | Nationalspieler |
| Quellen      |                 |
| Ligahomepage |                 |
| Stand: 2001  |                 |